# Вирус набораности боровнице
Вирус набораности боровнице је распрострањен у Северној Америци (Канада, САД), Европа (Италија, Пољска). Према подацима EPPO, вирус је локално присутан на територији Европске уније, због чега је сврстан на А2 алерт листу. 

## Физичке и хемијске карактеристике, грађа вируса
Има кончасте честице, дужине око 690 nm, ширине 14 nm, које садрже једноделни ss+(RNK) геном. Протеински омотач је састављен од једног протеина.

## Круг домаћина
Вирус је изолован са различитих врста рода Vaccinium, односно различитих врста боровнице.

## Патогенеза
На веће удаљености се преноси зараженим садницама боровнице. Ову могућност повећава постојање заражених биљака које не испољавају симптоме. Не преноси се додиром заражене и здраве биљке. Током вегетације се може пренети лисном ваши боровнице (Ericaphous fimbriata) на неперзистентан начин.

## Симптоматологија и економски значај
Симптоми варирају у широком распону, од потпуног изистанка видљивих промена, до некрозе и изумирања биљака. Може доћи до делимичне или потпуне некрозе цветова, листова и изданака. Међу симптоме се убраја и ивична хлороза листова. Препознавање узрока отежава и веома дуг латентни период, који може износити и до две године. Са повећањем производње боровнице у Европи предвиђа се повећање значаја вируса. Увозом садница из Северне Америке, где је обољење значајно распрострањено, повећава се опасност од интридукције, при чему нема поузданих процена у којој мери вирус може угрозити природне популације боровнице.

## Мере сузбијања
Навођење вируса на EPPO А2 алерт листу указује на потребу здравствене контроле садница боровнице при међународној размени. EPPO препоручује увођење патогена у сертификационе шеме при производњи садног материјала. По америчким подацима, културом меристема и термотерапијом се могу добити биљке без присуства овог вируса. Уништавање заражених биљака и вектора могу смањити брзину ширења вируса у пољу. Министарство пољопривреде Републике Србије је прописало меру посебног надзора за овај вирус, што је предвиђено Правилником о утврђивању програма мера заштите здравља биља.